# El primer sueño: 1808
El primer sueño: 1808 es el primer capítulo de la serie mexicana Gritos de muerte y libertad, que se estrenó originalmente el 30 de agosto del 2010.

## Sinopsis
En el año de 1808 se reúnen para hablar, presentan una posible salida a la situación que los tienen preocupados, que España ya es de Napoleón, que no reconocen a ningún monarca que no sea de linaje de borbon y que ellos tenían que defender a la nueva España de los invasores y no entregarla,Inglaterra y Francia se disputan la hegemonía de Europa.
Napoleón invade España. Fernando VII, legítimo heredero a la corona española, es forzado a abdicar.
Este capítulo empieza en la cárcel donde se encuentra Azcárate junto a otro preso a quien le dice que nadie iba a aceptar a Napoleón como monarca y que necesitaban un gobierno autónomo de nueva España, que hacía dos años en la nueva España el sindico Francisco Primo de Verdad y él, el corregidor Francisco Azcárate, apoyados por el fraile Melchor de Talamantes, proponen un gobierno autónomo, en la forma de una junta provisional, encabezada por el virrey José de Iturrigaray. El planteamiento de autonomía implica un cambio en el orden establecido y una amenaza a los privilegios de los españoles ya que buscaban que la soberanía volviera al pueblo, pero no lo aceptaron ya que no querían sacrificar los privilegios, querían todo el poder y solo querían españoles en este sin mezclar criollos ni ninguna clase baja.
Con este planteamiento de un gobierno autónomo tuvo como respuesta un golpe de Estado. Primo de Verdad, Talamantes y Azcárate fueron encarcelados, donde Primo y Talamantes fallecieron en prisión. El virrey Iturrigaray fue enviado a España. La reafirmación del poder de los españoles peninsulares daba por terminado este primer sueño de autonomía. Pero esta idea sería tomada por los criollos hasta convertirse en el movimiento de independencia.

## Personajes
Personaje(s) Clave:  José Francisco Primo de Verdad y Ramos y Francisco Azcárate y Lezama

Otros personajes:
  Melchor Talamantes
 Virrey de Iturrigaray
 Doña Inés de Iturrigaray
 Miguel Bataller